# Creu de terme de Granyena
|  | Aquest article tracta sobre la creu a la partida de l'Horta de Lleida. Vegeu-ne altres significats a «Creu de terme de Granyena de Segarra». |

La Creu de terme de Granyena és una obra de Lleida (Segrià) inclosa a l'Inventari del Patrimoni Arquitectònic de Catalunya.

## Descripció
Creu de terme, aïllada, ben a prop de l'Ermita de Granyena, de valor popular i històric. Realitzada en pedra d'una forma senzilla i clàssica en aquestes creus.